# Amtliches Festpunktinformationssystem
Das Amtliche Festpunktinformationssystem (AFIS) ist ein im Rahmen der Neumodellierung der Geoinformationen des Amtlichen Vermessungswesens in Deutschland konzipiertes Informationssystem, das Informationen des geodätischen Raumbezugs enthält. Insbesondere sind dies Informationen zu den Lagefestpunkten, Höhenfestpunkten und Schwerefestpunkten der Deutschen Landesvermessung. Außerdem werden Informationen zu Referenzstationspunkten geführt. Urheber der Neumodellierung ist die Arbeitsgemeinschaft der Vermessungsverwaltungen der Länder der Bundesrepublik Deutschland (AdV).
Das Amtliche Festpunktinformationssystem ist eins der drei Schwestersysteme AFIS, ALKIS und ATKIS, die nach einem integrierten konzeptuellen Modell beschrieben sind.